# Joan van Broekhuizen

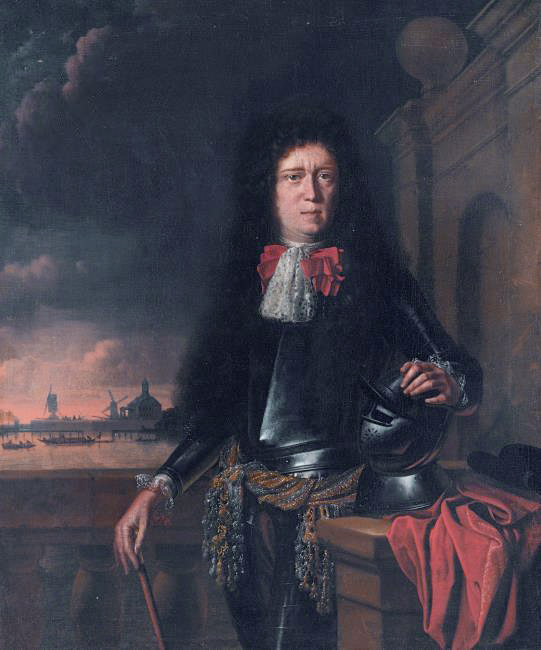
Joan van Broekhuizen (1649-1707) (Ludolf Bakhuizen)

Joan van Broekhuizen , gelatiniseerd als Janus Broukhusius (20 november 1649 - 15 december 1707), Nederlandse klassieke geleerde en dichter, werd op 20 november 1649 bij eenvoudige ouders in Amsterdam geboren. Zijn vader, hoedenmaker en later klerk bij de Admiraliteit, overleed toen hij heel jong was en zijn oom stuurde hem naar de Latijnse school, wat ongebruikelijk was voor kinderen met een bescheiden achtergrond. Vervolgens deed zijn oom hem in de leer bij een apotheker, waar hij meerdere jaren verbleef. Omdat hij geen interesse had in het apothekersvak, sloot hij zich aan bij het leger. Hij vocht in het Rampjaar en werd in 1674 met zijn regiment naar West-Indië gestuurd als onderdeel van de vloot van admiraal Michiel de Ruyter, die op expeditie was tegen de Franse bezittingen. Na het Verdrag van Nijmegen keerde hij in 1678 terug naar Holland.
In 1678 werd hij naar het garnizoen te Utrecht gestuurd, waar hij een vriendschap sloot met de filoloog Johannes Georgius Graevius. In een duel verwondde hij een tegenstander dodelijk, zodat volgens de wetten van Holland zijn leven verbeurd was verklaard. Willem III van Oranje schonk hem echter gratie. Niet lang daarna werd hij benoemd tot kapitein van een van de schutterijen van Amsterdam. In 1696 raakte hij tijdens een opstand in Amsterdam gewond, waarvan hij slechts langzaam herstelde.
In zijn vrije tijd beoefende hij de dichtkunst, aanvankelijk in het Nederlands maar later voornamelijk in het Latijn. Hij legde een netwerk aan van invloedrijke vrienden in zowel de politiek als in de academische wereld. Zijn bekendheid dankt hij aan lofgedichten voor zijn opdrachtgevers en aanvallen op zijn talrijke vijanden. Als geleerde genoot hij vooral aanzien door zijn anonieme uitgaven van Latijnse teksten, die allemaal werden gepubliceerd door Hendrik Wetstein. In 1689 redigeerde hij bijvoorbeeld de neolatijnse poëzie van de Italiaanse humanist Jacopo Sannazaro en de gebroeders Amalteo, gevolgd door de Opera van Aonio Paleario in 1695. Zijn expertise in het Italiaans was eveneens opmerkelijk. 
In 1686 raakte Joan in een ernstig conflict met zijn aanstaande echtgenote, waardoor hij zich gedwongen zag de verloving te verbreken. Deze gebeurtenis leidde vervolgens tot een gerechtelijke procedure tegen hem die tot 1693 zou duren.
Na de Vrede van Rijswijk in 1697 werd zijn compagnie ontbonden en trok hij zich terug op een landhuis in Amstelveen en deed voor zijn plezier klassieke en letterkundige studies. Daar bracht hij zijn laatste jaren door en verzorgde gewaardeerde edities van de Augustaanse dichters Propertius (gepubliceerd in 1702) en Tibullus (gepubliceerd in 1707).
Broekhuizen overleed op 15 december 1707. Na zijn dood bleek hij over een indrukwekkende verzameling boeken over de Oriënt te beschikken.
- Biblioteca Nacional de España: XX4995894
- Biografisch Portaal: 94107762
- Digitale Bibliotheek voor de Nederlandse Letteren: broe001
- Gemeinsame Normdatei: 100433030
- International Standard Name Identifier: 0000 0000 8387 7940
- Library of Congress Control Number: no99053941
- Nederlandse Thesaurus van Auteursnamen: 068417705
- Istituto Centrale per il Catalogo Unico: SBLV223599
- SNAC: w6b99d3r
- Système universitaire de documentation: 13796112X
- Virtual International Authority File: 61896231
- WorldCat: E39PBJwhxWxrRQQyGj8Y8wC4v3